# Jubilé du Prince de Monaco
'Jubilé du Prince de Monaco' est un cultivar de rosier obtenu en l'an 2000  par la rosiériste française Michèle Meilland-Richardier. Il célèbre les cinquante ans du règne du prince Rainier III de Monaco et rappelle les couleurs du drapeau de la principauté.

## Description
Ce rosier est remarquable par ses grandes fleurs doubles et bicolores (9 cm à 10 cm) : couleur blanc-crème bordée de rouge rubis, à 36 pétales (35-40). Sa floraison est abondante de juin à fin octobre. Le buisson vert foncé extrêmement sain s'élève de 70 cm à 80 cm pour une envergure de 50 cm.
Il a besoin d'une exposition ensoleillée. La taille de fin d'automne est une taille longue d'entretien non obligatoire, et celle du tout début du printemps se pratique à trois à cinq yeux selon la force de la branche. Très rustique (zone de rusticité 6b à 9b), il est également parfait pour les massifs et les bordures, ainsi que pour la culture en pot.
Il est issu d'un semis 'Jacqueline Nebout' x pollen ('Tamango' (Meilland 1965) x 'Matangi') 

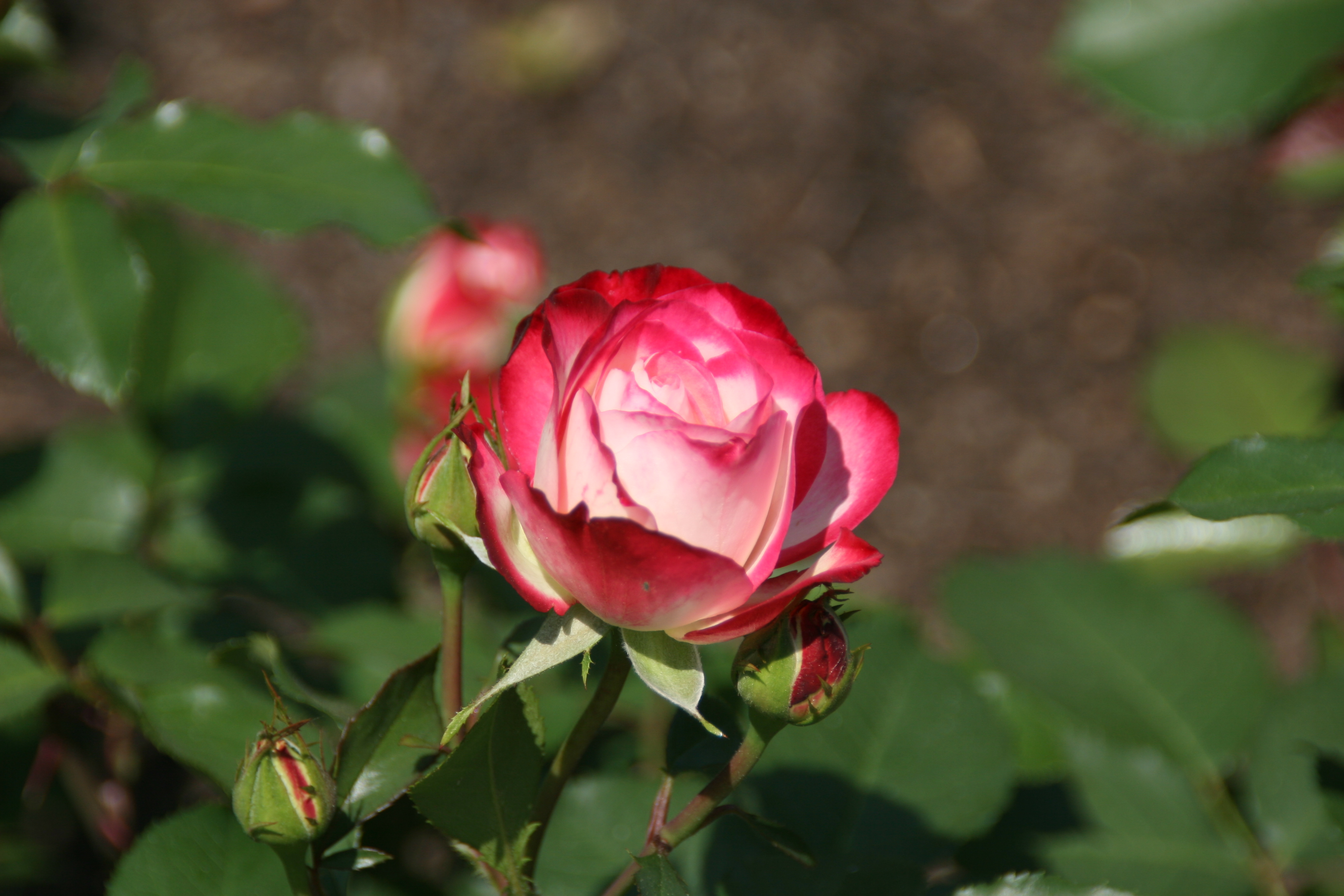
Rose en bouton
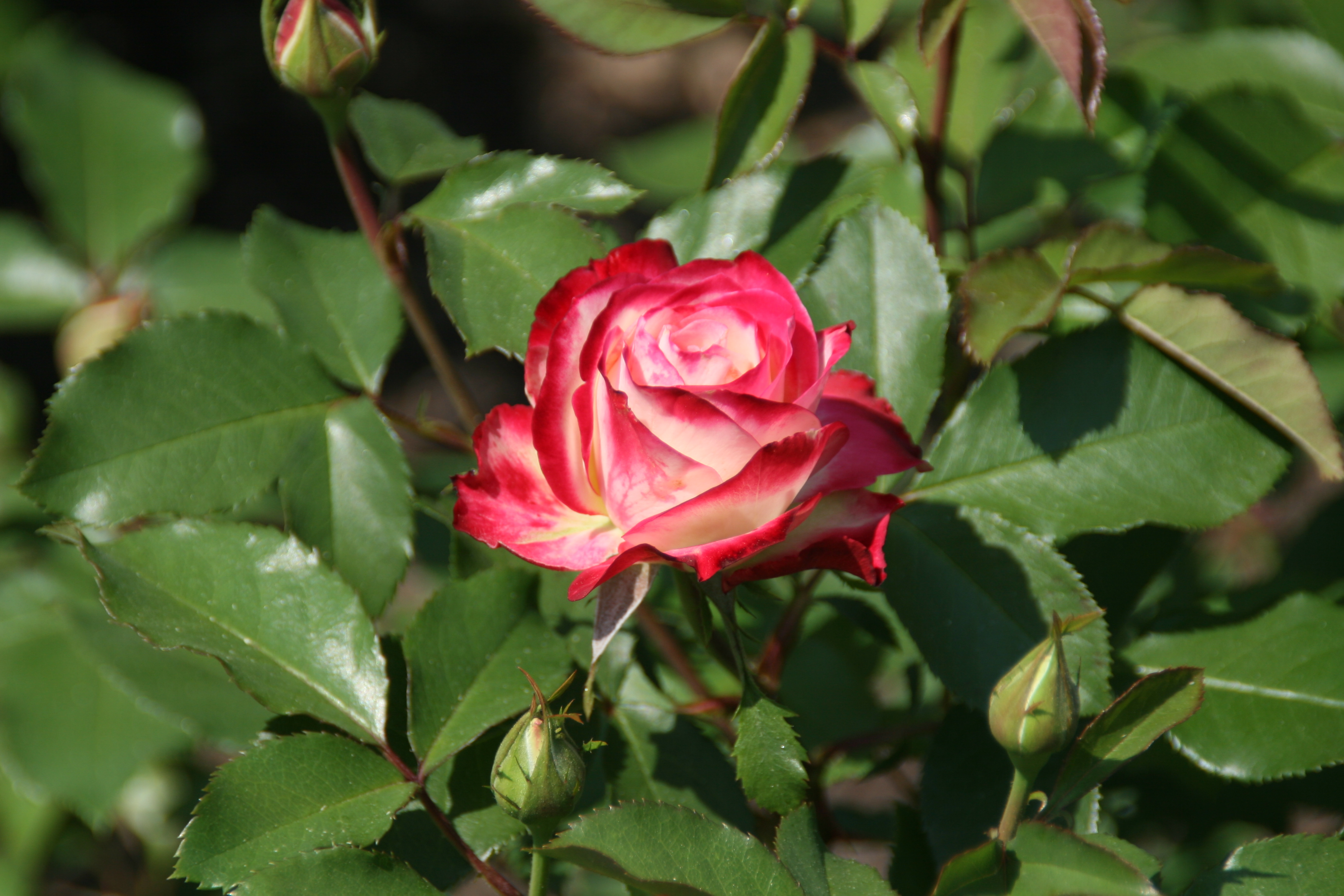
Début d'éclosion
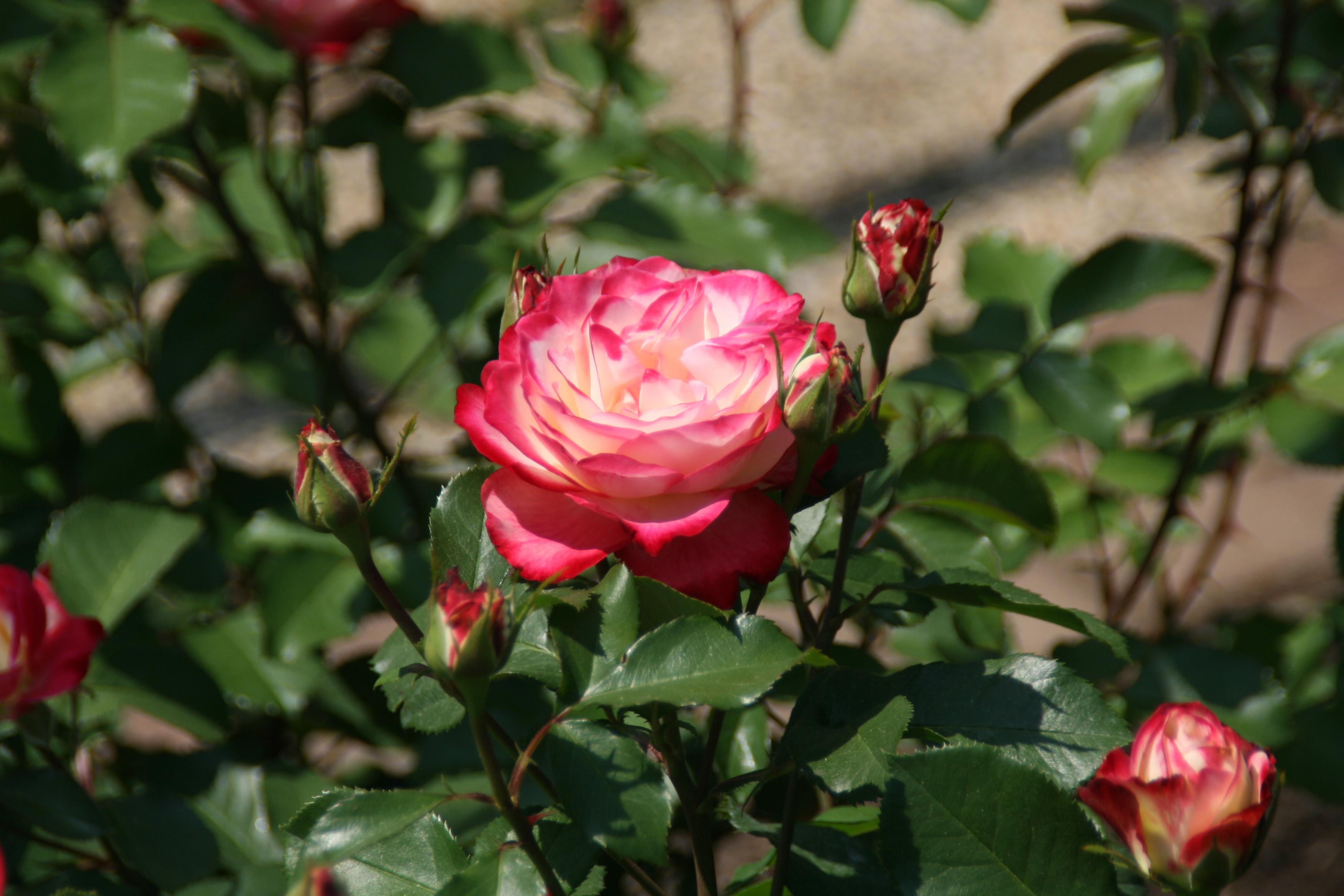
Rose épanouie

## Distinctions
- Médaille d'or à Buenos Aires, 2000
- Médaille d'or à Madrid, 2000
- Certificat du Mérite à Orléans, 2002
- All-America Rose Selections, 2003[6]
- Rose d'or à Rose Hill (États-Unis), 2006